# Frederik van Oostenrijk
Frederik Maria Albrecht Willem Karel (Židlochovice, 4 juni 1856 — Mosonmagyaróvár, 30 december 1936), uit het Huis Habsburg-Lotharingen, aartshertog van Oostenrijk, hertog van Teschen, was een zoon van aartshertogin Elisabeth Francisca Maria van Oostenrijk en haar tweede echtgenoot aartshertog Karel Ferdinand van Oostenrijk.
Zijn oom, aartshertog Albrecht van Oostenrijk-Teschen, had geen mannelijke opvolgers. Daarom volgde Frederik zijn oom na diens dood op 18 februari 1895 op als hertog van Teschen. Ook erfde hij de bezittingen van zijn oom, die een van de eerste grootgrondbezitters en grootindustriëlen van zijn tijd was.
Frederik had een carrière in het Pruisische en Oostenrijkse leger; in het Pruisische leger kreeg hij uiteindelijk de rang van generaalveldmaarschalk en in het Oostenrijkse leger die van veldmaarschalk. Hij vocht tijdens de Eerste Wereldoorlog en had in de periode 1914-1917 het commando over de troepen van Oostenrijk-Hongarije.
De Saksische koning benoemde hem tot commandeur in de exclusieve Militaire Orde van Sint-Hendrik.

## Huwelijk en gezin
De aartshertog trad op 8 oktober 1878 in het huwelijk met prinses Isabella van Croÿ. Uit het huwelijk werden negen kinderen geboren:
- Maria Christina Isabelle Natalie (1879-1962), gehuwd met erfprins Emanuel van Salm-Salm
- Maria Anna (1882-1940), gehuwd met Elias van Bourbon-Parma
- Maria Henriëtte (1883-1956), gehuwd met prins Gottfried van Hohenlohe-Waldenburg-Schillingsfürst
- Natalie Maria Theresia (1884-1898)
- Stephanie Maria Isabelle (1886-1890)
- Gabriella Maria Therese (1887-1954), bleef ongehuwd en kinderloos
- Isabella (1887-1973), gehuwd met prins George van Beieren (1880-1943)
- Alice (1893-1962), gehuwd met Frederik Hendrik, baron Waldbott van Bassenheim
- Albrecht Frans Josef Karel Frederik George Hubert Maria (1897-1955), volgde zijn vader op als hoofd van het Huis Teschen

## Onderscheidingen
- Lijst van onderscheidingen van Frederik van Oostenrijk

Frederik van Oostenrijk · Eugeen van Oostenrijk · Franz Conrad von Hötzendorf · Hermann Kövess von Kövesshaza · Alexander von Krobatin · Franz Rohr von Denta · Eduard von Böhm-Ermolli · Svetozar Boroević von Bojna · Jozef August van Oostenrijk
Frederik Karel van Pruisen · Frederik III van Pruisen · Eberhard Herwarth von Bittenfeld · Karl Friedrich von Steinmetz · Helmuth von Moltke · Albert van Saksen · Albrecht von Roon · Edwin von Manteuffel · Leonhard von Blumenthal · George van Saksen · Albert van Pruisen · Albrecht van Oostenrijk · Frans Jozef I van Oostenrijk · Alfred von Waldersee · Gottlieb von Haeseler · Wilhelm von Hahnke · Walter von Loë · Arthur van Connaught en Strathearn · Carol I van Roemenië · Max von Bock und Pollach · Alfred von Schlieffen · Colmar von der Goltz · George V van het Verenigd Koninkrijk · Frederik August III van Saksen · Constantijn I van Griekenland · Paul von Hindenburg · Karl von Bülow · Frederik van Oostenrijk · August von Mackensen · Lodewijk III van Beieren · Willem II van Württemberg · Rupprecht van Beieren · Leopold van Beieren · Albrecht van Württemberg · Ferdinand I van Bulgarije · Mehmed V van het Ottomaanse Rijk · Franz Conrad von Hötzendorf · Karel I van Oostenrijk · Hermann von Eichhorn · Remus von Woyrsch · August van Württemberg